# Daimler-Benz DB 604
El Daimler-Benz DB 604 fue un motor de aviación experimental alemán en configuración de motor X.

## Diseño y desarrollo
Compartiendo la configuración de motor X24 de otros motores de Daimler-Benz, como el DB 606, el DB 604 era innovador debido a varios factores. En primer lugar no era una evolución de ningún diseño previo, sino que fue creado desde cero. La configuración totalmente cuadrada de la relación entre diámetro y carrera de sus cilindros era un concepto nuevo en un motor de este tipo, ya que los motores DB se caracterizaban por una carrera siempre superior al diámetro. También resultó más compacto y ligero que el DB 606 debido al uso de un único cigüeñal para las cuatro bancadas de seis cilindros. Hay que tener en cuenta que el DB 606 eran en realidad dos DB 601 acoplados mediante una caja de reducción.
En el banco de pruebas, el DB 604 alcanzó una potencia de 2.660 HP a 3.000 rpm en el año 1940, pero el proyecto completo fue cancelado en 1942.

## Especificaciones
- Tipo: Motor X24
- Diámetro: 135 mm
- Carrera: 135 mm
- Desplazamiento: 46,5 l
- Peso: 1.080 kg
- Admisión: Compresor centrífugo
- Alimentación: Inyección directa
- Refrigeración: Agua presurizada
- Potencia: 2.660 HP en pruebas